# Ray Toro
Raymond Manuel Toro-Ortiz (ur. 15 lipca 1977 w Kearny w stanie New Jersey) - główny gitarzysta zespołu My Chemical Romance, tworzy również jego śpiew towarzyszący.

## Dzieciństwo i młodość
Grą na gitarze zaraził Raya jego starszy brat. Sprezentował mu pierwszą gitarę i pokazał muzykę takich zespołów jak Queen, Pink Floyd i Led Zeppelin. Młody Ray zaczął grać w drugiej klasie liceum.

## My Chemical Romance
Znajomość Raya i Gerarda należała raczej do luźnych, do momentu wydarzeń z 11 września 2001 roku, kiedy rozmiar tragedii stał się zalążkiem w głowie Gerarda do stworzenia zespołu. Ray jest “żelaznym kręgosłupem” zespołu, to on odpowiedzialny jest w sporej części za muzykę i brzmienie. Mikey Way nazywa Raya “metalowym łbem”, z racji upodobań muzycznych i miłości do zespołu Iron Maiden.

## Inspiracje
Ray podkreśla, że nie jest żadnym fanem punk rocka i dodaje, że jego muzycznymi inspiracjami są tacy gitarzyści jak Randy Rhoads, Stevie Ray Vaughan, Slash, Jimi Hendrix, Kirk Hammett oraz Jimmy Page. Preferuje klasyczny rock i metal. “Mój styl odzwierciedla grę tych wszystkich gitarzystów”.